# Westvoorne
Westvoorne és un municipi de la província d'Holanda del Sud, al sud dels Països Baixos. L'1 de gener del 2009 tenia 14.093 habitants repartits sobre una superfície de 97,52 km² (dels quals 44,22 km² corresponen a aigua).

## Centres de població
Oostvoorne, Rockanje, i Tinte.